# Ботево (Варненська область)
Бо́тево (болг. Ботево) — село у Варненській області Болгарії. Входить до складу общини Аксаково.

## Населення
За даними перепису населення 2011 року у селі проживали 162 особи.
Національний склад населення села:
| Національність   | Кількість осіб | Відсоток |
| ---------------- | -------------- | -------- |
| болгари          | 150            | 93,8%    |
| турки            | 9              | 5,6%     |
| цигани           | 0              | 0%       |
| Всього відповіли | 160            |          |

Розподіл населення за віком у 2011 році:
Динаміка населення: